# Ічетовкіни
Ічетовкіни (рос. Ичетовкины) — присілок у складі Афанасьєвського району Кіровської області, Росія. Адміністративний центр Ічетовкінського сільського поселення.
Населення становить 722 особи (2010, 801 у 2002).
Національний склад станом на 2002 рік — росіяни 98 %.